# Coralliophila elvirae
Coralliophila elvirae is een slakkensoort uit de familie van de Muricidae. De wetenschappelijke naam van de soort is voor het eerst geldig gepubliceerd in 1980 door D'Attilio & Emerson.